# حارة الشيخ (مسلسل)
حارة الشيخ مسلسل سعودي أنتجه أم بي سي في 2016، وعرضه على قناته أم بي سي 1 في شهر رمضان 1437 هـ. يحكي أحداثاً تاريخية في مدينة جدة إبان العهد العثماني؛ وهو من كتابة بندر باجبع، وإخراج المثنى صبح، وشارك في صياغة أفكاره هشام الهويش ومحمد بحر، ويضم عدداً من الممثلين؛ منهم محمد بخش، وخالد الحربي، وجميل علي، ويوسف الجراح، وعبد المحسن النمر. تم تصويره في أبوظبي بالإمارات.

## نبذة
تدور أحداث المسلسل في الحجاز وتحديداً مدينة جدة أواخر العهد العثماني في الفترة ما بين 1876 - 1918م، والعمل مقتبس من بعض الحكايات الشعبية التي كانت سائدة في تلك الفترة، كما يتطرّق إلى قصص اجتماعية، بالإضافة إلى أنه يتضمن أحداثاً كانت تُعرف بـ «الفتونة» و«البلطجة» وبعض ممارسات الخارجين عن النظام.
العمل عبارة عن دمج بين التاريخ والفنتازيا بملامح اجتماعية مستوحاة من الواقع القديم، وبعض القصص آنذاك. حيث أن «حارة الشيخ» لم تكن موجودة ضمن حارات جدة القديمة في ذلك الوقت، وتم اختيار اسم «حارة الشيخ» ليظل العمل ضمن السياق التخيلي الدرامي لا التاريخي أو الواقعي.

## الممثلون
شارك في المسلسل أكثر من 60 ممثل وممثلة، منهم:
- محمد بخش
- جميل علي
- عبد المحسن النمر
- يوسف الجراح
- خالد الحربي
- عبد الرحمن عزت
- فهد غزولي
- مجدي القاضي
- طلال الحربي
- سناء بكر يونس
- وجنات الرهبيني
- ريم الحبيب
- شيرين حطاب
- شيماء الفضل
- مريم الغامدي
- عبد الله الصايغ
- عبد الرحمن يماني
- مؤيد الثقفي
- علي الشريف
- معز يونس
- عبد الرحمن الرهيدي
- سارة طيبة
- شيرين باوزير
- ياسر عوكل
- مازن فارسي
- ياسين أبو الجدايل
- حسن التواتي
- نزار السليماني
- يعقوب الفرحان
- إلهام علي
- ريم عنبر
- رزان منصور
- ناجية الربيع
- عبد المجيد الرهيدي
- ماجد الكعبي
- وائل غازي
- فيصل بخش
- رائد عامر
- أيمن الثقفي
- مريم محمد
- باسم فلاتة
- رازان
- نوار عنبر
- مراد باشماخ
- هاج عوكل

كما شارك في العمل كل من الإعلامي أحمد السالم، والمنشد الجسّيس هاشم باروم.

## جزء ثانٍ
كان مقرراً تصوير جزء ثانٍ منه في نفس العام؛ لكنه توقف. وقد ألمح المؤلف حينها أن اعتراضات أهل الحجاز عليه قد تكون السبب، إضافة إلى ارتفاع تكاليف الإنتاج؛ لكنه عاد في 2018 ونفى أن تكون الاعتراضات سبب التوقف، مرجعاً السبب إلى التأجيل وفق رؤية وخطط القناة.